# Neuropoa
Neuropoa là một chi thực vật có hoa trong họ Hòa thảo (Poaceae).

## Loài
Chi Neuropoa gồm các loài: